# Brades
Brades (nebo také Brades Estate) je vesnice a de facto hlavní město Montserratu, zámořského území Velké Británie. Žije zde přibližně 1 100 obyvatel. Nachází se v blízkosti Carrova zálivu (Malého zálivu), na severozápadě ostrova.
Brades je hlavním městem od roku 1998, jelikož oficiální hlavní město Plymouth bylo pohřbeno při erupci sopky Soufrière Hills v roce 1995. Plymouth byl následně v roce 1997 opuštěn a prozatímní vládní budovy byly postaveny v Brades.

## Historie
Stále de jure hlavním městem Montserratu je Plymouth na jihu ostrova, které bylo opuštěno v roce 1997 poté, co bylo pohřbeno erupcí sopky Soufrière Hills, která začala vybuchovat v roce 1995. Prozatímní vládní budovy byly od té doby postaveny v Brades a v roce 1998 se staly novým dočasným hlavním městem. Tento krok má být dočasný, ale od té doby zůstává de facto hlavním městem ostrova.  Bylo navrženo několik názvů pro nové oficiální hlavní město, které se nyní staví v oblasti Little Bay. Patří mezi ně Port Diana, na památku Diany, princezny z Walesu, a St Patrick's, na památku povstání 17. března a přilákání irsko-amerických turistů.